# قرش أزرق
القرش الأزرق أو بُنْبُك أزرق (Prionace glauca) هو أحد أنواع القروش، وهو حيوان بحري مفترس يعيش في البحار ويوجد في كل مكان من العالم تقريباً، يقتات بالأسماك والمحار. ويهاجم الإنسان أحياناً ويشاهد دائماً وهو يسبح بكسل قرب سطح الماء وهو يتمتع بحاسة شم قوية تمكنه من اكتشاف البقع الصغيرة من الدم.وتوجد على خطمه أعضاء حس يمكنها الإحساس بالحقول الكهربائية الناتجة عن انقباض وتقلص عضلات الحيوانات التي لا يتمكن من رؤيتها ولهذا القرش جسم انسيابي وله خطم طويل مخروطي الشكل والفم يقع في الأسفل وله فكان قويان، الزعنفة الظهرية مائلة والذيل متشعب، والزعنفة الصدرية طويلة هلالية الشكل، العينان كبيرتان وداكنتان بغشاء ينسدل عليهما ليحميهما من الأسماك، وهو بلون أزرق براق من الأعلى موشح الأبيض من جهة البطن. كما يسمى هذا القرش بـ كلب البحر.

## النمو
تنمو القروش الزرقاء إلى طول يبلغ 3.8 متر (12.5 قدم). أكبر قرش أزرق بلغ طوله 3 أمتار و83 سنتيمتر (12.6 قدم) مع أن بعض الإدعائات تقول أن القرش الأزرق قد يصل طوله إلى 20 قدم. يُعتقد بأن الذكور قد تبلغ أربعة إلى خمسة سنوات قبل أن تموت. تبلغ الإناث سنًا أكبر من الذكور بقليل حيث تبلغ 5 إلى 6 سنوات.

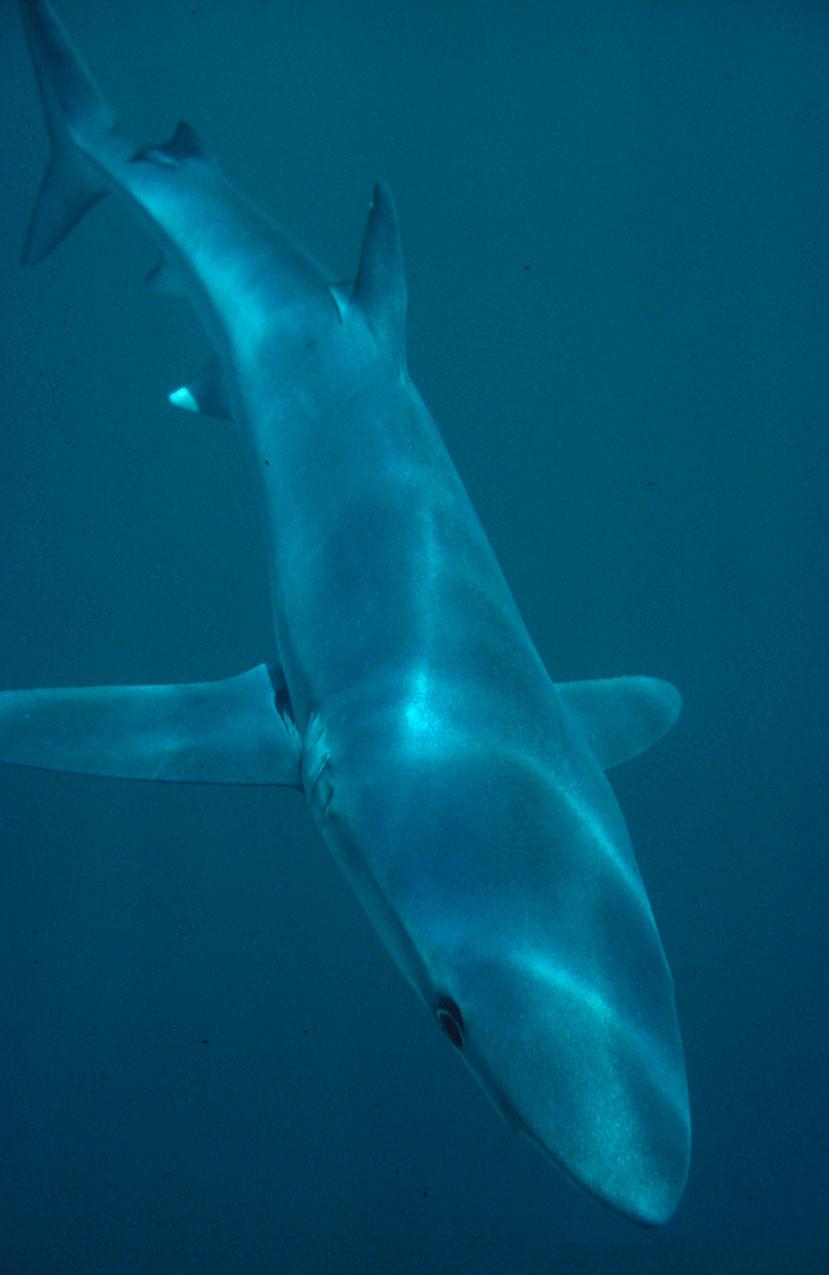
ظهر القرش الأزرق

## التغدية
تغذية هذا القرش تشمل العديد من أنواع السمك والحبار، ويأكل أحيانًا أنواعًا من الفقمة. كما تتغذى القروش الزرقاء على الأسماك العظمية الصغيرة، مثل السردين، ولكنها قد تأكل تقريبًا كل شيء.
تتغذى أسود بحر كليفورنيا على القروش الزرقاء، كما يتغذى عليها قروش أكبر، كالقرش الأبيض العظيم.

## الأسنان
أسنان هذا القرش حادة ومسننة. هذا يعطي القرش القدرة على الإمساك بالحبار والسمك الزالق، الذي يعتبر أساس طعامه.

## الموطن
في المياه معتدلة الحرارة، القرش الأزرق هو حيوان بحري كثير التواجد يظهر بالقرب من اليابسة. في المياه الاستوائية، القرش الأزرق يتواجد أكثر في المياه الأعمق، ويفضل هذا القرش هناك درجات حرارة تتراوح بين 7 إلى 16 درجة مئوية.

## المجموعات
تشكل القروش الزرقاء في الكثير من الأحيان، مجموعات كبيرة جميعها ذكور أو جميعها إناث تحتوي على قروش متساوية الحجم تقريبًا، ولا يُعرف حتى الآن لما يفعلون ذلك.

## العلاقة مع الإنسان

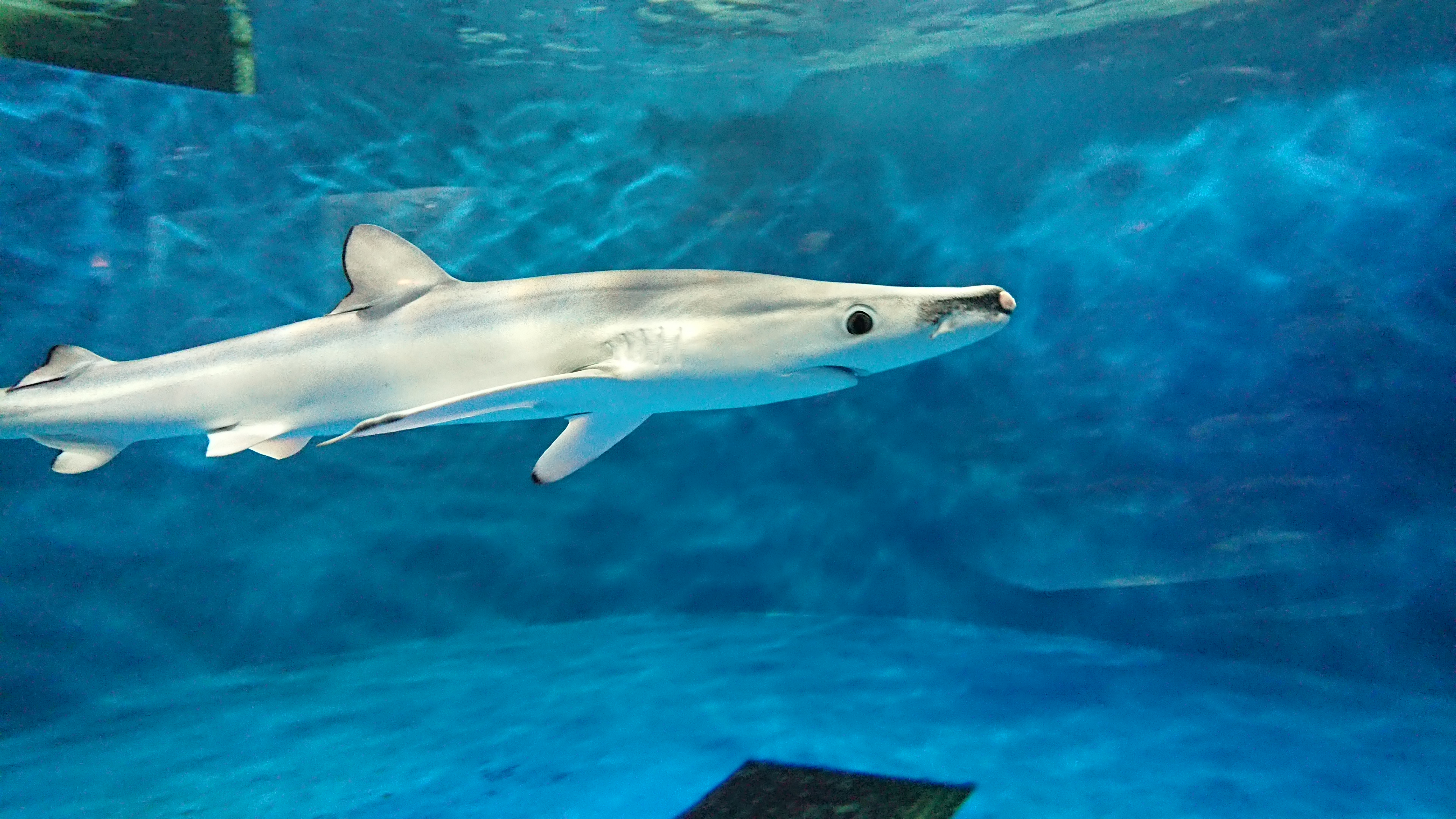
يمكن التعرف على القرش الأزرق بسهولة من خلال خطمه، الذي يكون أطول من عرضه مع انحناء طفيف للأعلى. ومع ذلك، حصل على اسمه من اللون الأزرق اللامع لجلده. يتميز هذا المخلوق أيضًا بعينيه الكبيرتين للغاية وأطراف زعانفه السوداء تقريبًا. يعيش القرش الأزرق حصريًا تقريبًا في البحر المفتوح ويمكنه الغوص حتى عمق 350 مترًا، لذلك، من غير المرجح أن تصادف هذه السباحين الأنيقين بالقرب من الساحل. يعد الغوص مع أسماك القرش الأزرق تجربة لا تصدق لأنها فضولية للغاية وتحب السباحة بالقرب من الغواصين. وبسبب فضولها، من المهم معاملتها باحترام، وعدم محاولة لمسها أو التعامل معها بأي شكل من الأشكال.
بالنسبة للجزء الأكبر من سمك القرش الأزرق هو السباح بطيئة جدا ومريحة. ومع ذلك ، إذا كان في خطر ، وقال انه يمكن أن تصبح بسرعة واحدة من أسرع الأسماك في المحيط. تتغذى هذه الحيوانات على نظام غذائي مختلف جدا عن معظم الأسماك. بالإضافة إلى النظام الغذائي النموذجي لأسماك الطعم، فإنها تتغذى أيضًا على الأخطبوط وأسماك القرش الأصغر والأسماك الهاربة من عمليات الصيد. وبسبب هذا الأخير، فإنها غالبا ما تصبح ضحية للصيد العرضي، وهي أيضا واحدة من الأنواع الرئيسية التي يتم اصطيادها لحساء زعانف القرش. تصبح داعية القرش الأزرق من خلال قضاء بعض الوقت الغوص مع هذه المخلوقات مهيب وعرضها في بيئتها الطبيعية. معرفة أين الغوص مع أسماك القرش الزرقاء هنا.

يقدر عدد القروش الزرقاء التي تموت بسبب الصيد من 10 إلى 20 مليون قرش سنويًا. هذا القرش قابل للطبخ، قد يُأكل طازجًا، مُجفّفًا، ومملحًا. يستخدم جلد هذا القرش للحرير، زعانفه لحساء زعانف القرش وكبده للزيت. نادرًا ما يهاجم القرش الأزرق الإنسان، فمجموع هجمات القرش الأزرق هو 32.

## معرض صور

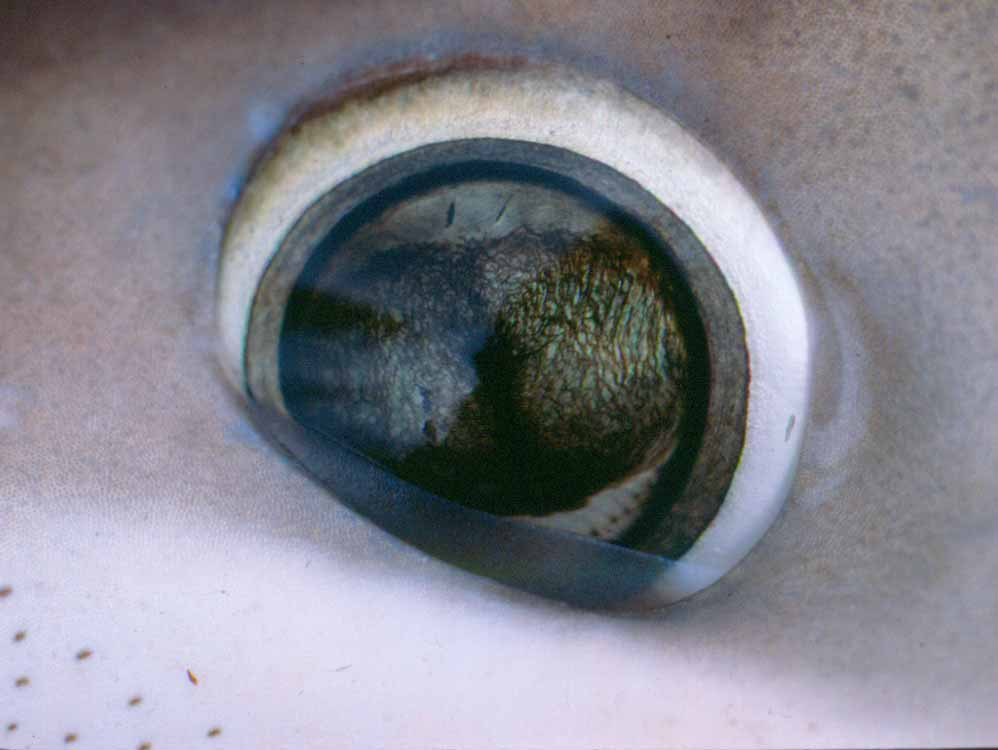
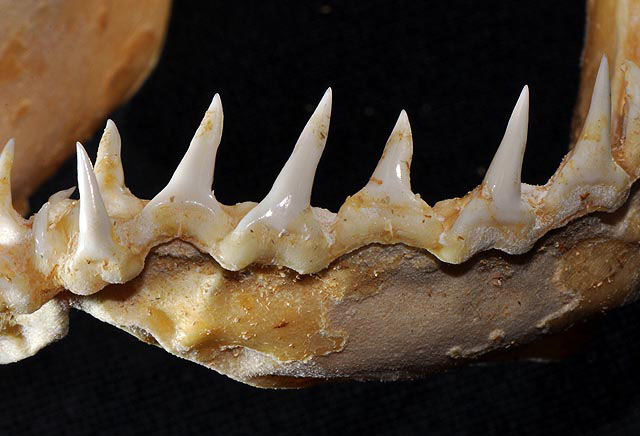
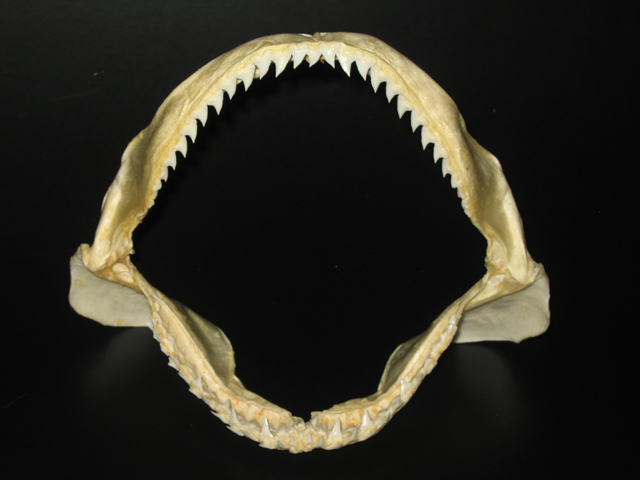
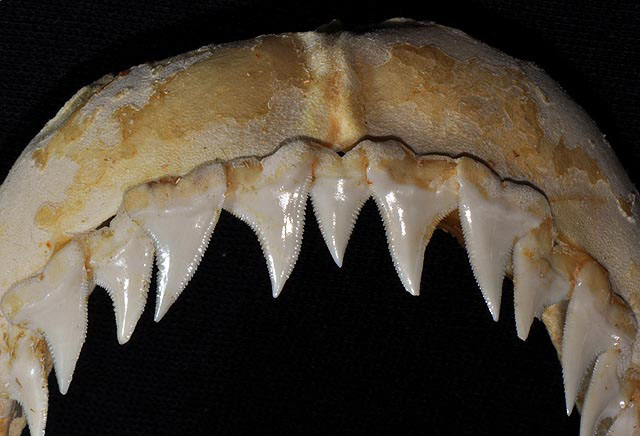

## اقرأ أيضا
- قرش جرينلاند

## وصلات خارجية
- أنواع القروش (في السطر الثاني) نسخة محفوظة 12 سبتمبر 2011 على موقع واي باك مشين. - الغواصون العرب
- القرش الأزرق - مختبر أبحاث القروش الكندي (بالإنجليزية: Canadian Shark research laboratory) (بالإنجليزية)
- القرش الأزرق - متحف فلوريدا للتاريخ الطبيعي (بالإنجليزية: Florida Musem of National History) (بالإنجليزية)